# Ajahn Mun

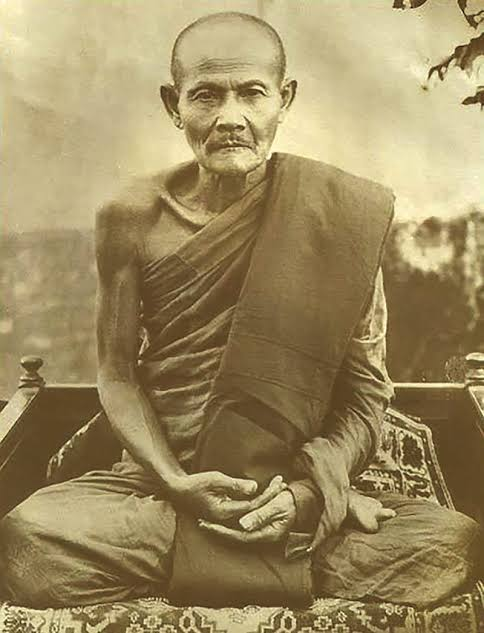
Bewerken van Ajahn Mun

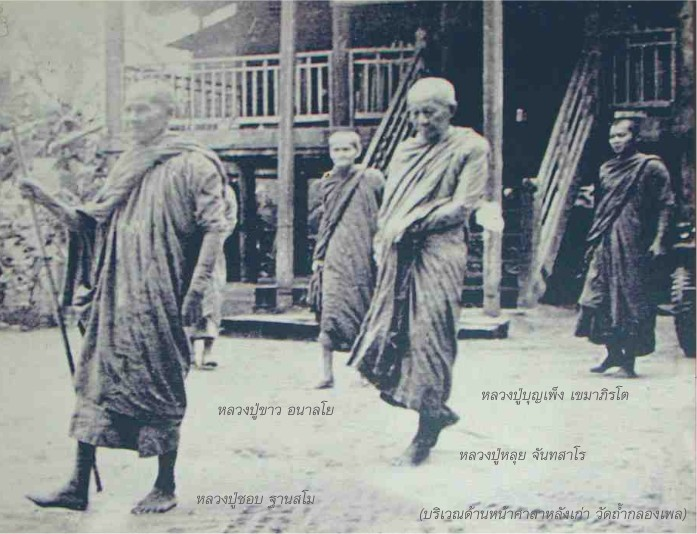

Eerwaarde Ajahn Mun Bhuridatta Thera is de volledige naam van Ajahn Mun (1870 — 1949), de eerste, voornaamste en meest bekende meester van het Theravada boeddhisme van de Thaise Bostraditie. Hij stond bekend om zijn determinatie, inventiviteit en grote inspanning in meditatie en de optionele ascetische praktijken (de dhutanghas) van het boeddhisme. Bhuridatta was zijn monniksnaam, en het betekent ongeveer iets als 'de gave van wijsheid'.
Ajahn Mun werd geboren in een traditioneel boeddhistisch gezin, op 20 januari 1870 in het dorpje Baan Khambong in de provincie Ubon Rachathani in Thailand. Hij was een novice-monnik (samanera) van zijn 15e tot 17e jaar, toen zijn vader hem vroeg uit te treden en weer bij het gezin te komen wonen. Als tiener en jonge man had hij talent als een 'Mor lam' zanger/artiest. Hij werd in zijn twee-en-twintigste jaar bhikkhu, gemotiveerd door zijn herinnering aan zijn leven als novice-monnik.
Zijn leerling Ajahn Maha Boowa beschreef Ajahn Mun als een persoon met een waarlijk nobel karakter; met een snelle, avontuurlijke geest die zich trainde met niet aflatende determinatie. Zijn ruige trainingsmethoden waren vaak uniek. Hij had een ingenieuze manier om coersieve druk te combineren met zachtaardig overtuigen, om zijn dynamische geest, die hem makkelijk in problemen kon brengen wanneer die uit concentratie viel, te temmen.
Ajahn Mun wilde zich compleet richten op meditatie en mentale cultivatie, en verbleef daarom veelal in de bossen. Hier kon hij alleen en in kalmte en eenvoud leven, en zich richten op de leer van de Boeddha. Hij probeerde de drukkere dorps- en stadskloosters te vermijden. Hij was lid van de kleine maar relatief invloedrijke stroming van de Dhammayoettika Nikaya, maar voor een lange tijd werd hij door de andere monniken in de Dhammayoettika Nikaya tegengewerkt en vreemd aangekeken, en stond bekend als iemand die zich niet wilde conformeren. Monniken die hoog in de hiërarchie zaten oefenden veel druk op hem (en zijn leerlingen) uit om zich te vestigen in een dorpsklooster, om te helpen de Dhammayoettika Nikaya groter en bekender te maken. Dit heeft Ajahn Mun nooit gedaan, en slechts aan het einde van zijn leven werd hij alom gerespecteerd als iemand die werkelijk de leer van de Boeddha uitgevoerd had, en die doorgaf aan zijn leerlingen.
In het begin als jonge monnik verbleef hij bij zijn vriend en (vroege) leraar Ajahn Sao. Toen hij zich voldoende kundig achtte in meditatie trok hij er alleen op uit, de bossen in. Hij verbleef in grotten, in de wildernis, in verlaten kloosters en in kleine hutjes, en wanneer hij de tijd rijp achtte verliet hij de plaats waar hij verbleef, en ging door naar de volgende. Hij verkreeg een steeds hogere mate van concentratie en kunde in het beheersen van zijn geest en het behalen van hoge staten van meditatie. Later ontmoette hij Ajahn Sao weer en leerde hem de methodes die hij zelf gebruikt had, zodat ze uiteindelijk elkaars leraar waren.
Hij verkreeg langzamerhand een grotere bekendheid, en de dorpelingen, die eerst soms uit angst wegrenden wanneer ze hem uit de bossen zagen aankomen, werden meer met hem bekend en kregen steeds meer vertrouwen en inspiratie in hem. Toen hij meer en meer discipelen kreeg en minder tijd en zorg aan zijn eigen praktijk kon besteden, vluchtte hij weg naar de verre provincie van Chiang Mai, waar hij meer dan tien jaar verbleef en zijn praktijk perfectioneerde. Uiteindelijk kwam Chao Khoen Upali, een jeugdvriend van Ajahn Mun en de toenmalige Sangharaja (de hoogste monnik) van Thailand, hem verzoeken terug te keren om zijn oude (en nieuwe) discipelen weer te onderwijzen. Dit deed hij tot aan zijn dood in 1949.
Ajahn Mun was een veeleisende leraar, en was erg gerespecteerd, geliefd en gevreesd door zijn discipelen. Veel van zijn discipelen werden later ook meesters en hielden contact met elkaar, en op die manier kwam de Thaise Bostraditie tot stand. Veel mensen in Thailand dachten aan het begin van de twintigste eeuw dat het heden ten dage onmogelijk was om nog een graad van heiligheid te behalen, maar dit veranderde met de groeiende bekendheid van Ajahn Mun en de opkomst van de Thaise Bostraditie. Ajahn Mun gaf, vooral in de laatste periode van zijn leven, regelmatig publieke leringen maar slechts enkele fragmenten daarvan zijn opgetekend en bewaard gebleven. Ajahn Mun zelf liet slechts één zelfgeschreven tekst achter, gevonden in zijn persoonlijke bezittingen na zijn dood, genaamd de 'Ballade van de Bevrijding van de Khandhas'.
De leerlingen van Ajahn Mun waren voornamelijk, net als Ajahn Mun zelf, lid van de Dhammayoettika Nikaya, maar ook monniken van de grotere stroming van de Maha Nikaya kwamen bij Ajahn Mun studeren. Ajahn Chah bijvoorbeeld was een bhikkhu in de Maha Nikaya en wilde lid worden van de Dhammayoettika Nikaya om zo dichter bij Ajahn Mun te kunnen zijn, maar Ajahn Mun zei dat dat niet nodig was en overtuigde Ajahn Chah om lid van de Maha Nikaya te blijven. Als gevolg hiervan ontstond er ook in de Maha Nikaya een traditie van boskloosters. Andere monniken veranderden wél van stroming en verlieten de Maha Nikaya om lid te worden van de Dhammayoettika Nikaya.
Ajahn Mun en de Thaise Bostraditie zijn later ook in het westen bekend geworden, via de leer van onder andere Ajahn Lee, Ajahn Tate, Ajahn Maha Boowa en Ajahn Chah. Deze monniken waren allen leerlingen van Ajahn Mun.